# Fissarena woodleigh
Fissarena woodleigh là một loài nhện trong họ Trochanteriidae. Loài này phân bố ở Tây Úc.